# Grammy Award for Best Rap Album

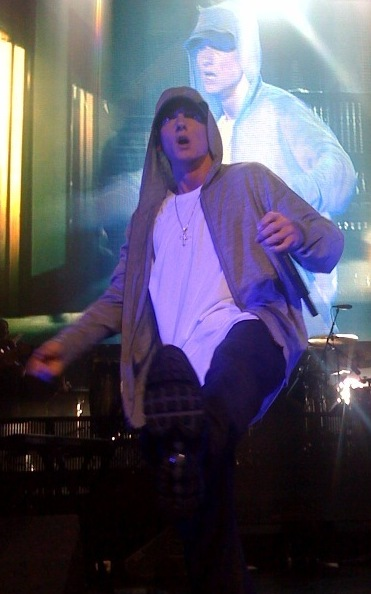
Eminem erhielt den Preis mit sechs Gewinnen bisher am häufigsten

Der Grammy Award for Best Rap Album, auf Deutsch „Grammy-Award für das beste Rap-Album“, ist ein Musikpreis, der bei den jährlich stattfindenden Grammy Awards verliehen wird. Ausgezeichnet werden Musiker oder Bands für herausragende Alben, auf denen gerappt wird, also vornehmlich Alben aus dem Genre der Hip-Hop-Musik.

## Hintergrund und Geschichte

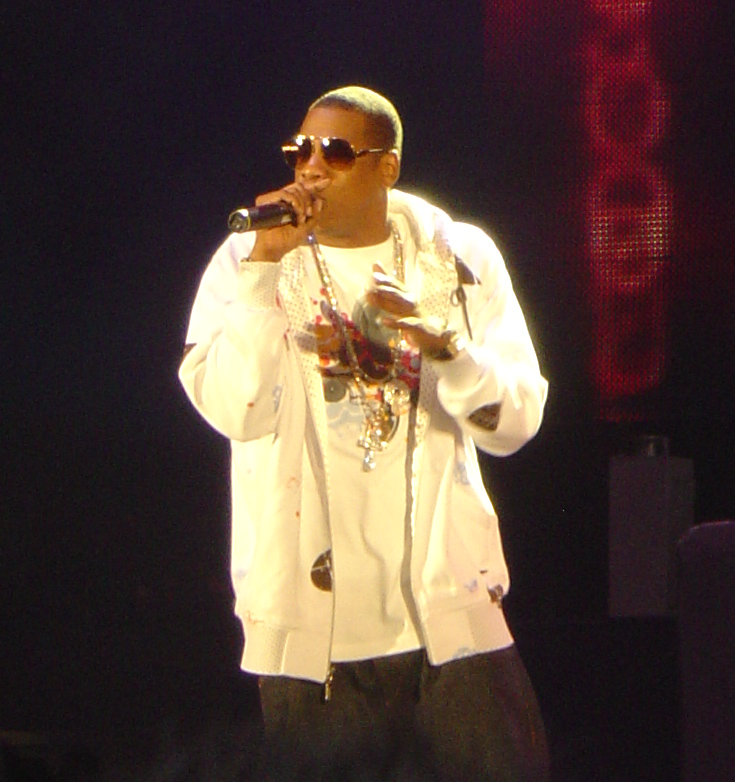
Jay-Z wurde für diesen Preis bislang elfmal nominiert, gewann jedoch erst einmal

Die seit 1958 verliehenen Grammy Awards (eigentlich Grammophone Awards) werden jährlich in zahlreichen Kategorien von der National Academy of Recording Arts and Sciences (NARAS) in den Vereinigten Staaten von Amerika vergeben, um künstlerische Leistung, technische Kompetenz und hervorragende Gesamtleistung ohne Rücksicht auf die Albumverkäufe oder Chartposition zu ehren.
Ein eigener Grammy-Award für den Bereich Best Rap Album wurde 1995 eingeführt und erstmals bei der 37. Grammy-Verleihung 1996 vergeben. Preisträger war die Band Naughty by Nature. Entsprechend der Kategorienbeschreibung wird der Preis für Alben vergeben, auf denen mindestens 51 % der Spielzeit aus neu aufgenommenen, gerappten Anteilen besteht. Die Preisträger umfassen neben den Künstlern auch die Produzenten, Techniker und Mixer der ausgezeichneten Alben.
Der Preis ging bislang nur einmal an einen Künstler, der nicht aus den Vereinigten Staaten stammt: 2013 an den Kanadier Drake. Cardi B war 2019 die erste und bislang einzige Solo-Preisträgerin; daneben erhielt als einzige weitere Frau nur noch Lauryn Hill als Mitglied der Fugees die Auszeichnung (1997). Mit sechs Gewinnen erhielt Eminem den Preis bislang am häufigsten. Kanye West bekam den Preis vier Mal und das Duo OutKast, Kendrick Lamar und Tyler, the Creator wurden jeweils zwei Mal ausgezeichnet.
Mit elf Nominierungen wurde Jay-Z bislang am häufigsten nominiert (einmal gemeinsam mit Kanye West), er konnte den Preis allerdings nur einmal gewinnen. Eine Auszeichnung bei sechs Nominierungen hat Drake vorzuweisen. (2022 zog er seinen nominierten Beitrag zurück, bevor über den Sieger entschieden wurde.) Missy Elliott und die Roots wurden jeweils vier Mal nominiert, erhielten den Preis jedoch bislang nicht. (Stand: 2022)

## Gewinner und nominierte Künstler
| Jahr                  | Künstler / Band           | Nationalität       | Werk                              | Weitere nominierte Künstler | Bilder der Künstler                              |
| --------------------- | ------------------------- | ------------------ | --------------------------------- | --- | ------------------------------------------------ |
| 1996 28. Februar 1996 | Naughty by Nature         | Vereinigte Staaten | Poverty’s Paradise                | - 2Pac – Me Against the World - Bone Thugs-N-Harmony – E. 1999 Eternal - Ol’ Dirty Bastard – Return to the 36 Chambers: The Dirty Version - Skee-Lo – I Wish                            | Naughty by Nature, 2009                          |
| 1997 26. Februar 1997 | Fugees                    | Vereinigte Staaten | The Score                         | - 2Pac – All Eyez on Me - A Tribe Called Quest – Beats, Rhymes & Life - Coolio – Gangsta’s Paradise - LL Cool J – Mr. Smith                                                             | Lauryn Hill, ehemalige Sängerin der Fugees, 2007 |
| 1998 25. Februar 1998 | Puff Daddy and the Family | Vereinigte Staaten | No Way Out                        | - Missy Elliott – Supa Dupa Fly - Wyclef Jean – Wyclef Jean Presents the Carnival - The Notorious B.I.G. – Life After Death - Wu-Tang Clan – Wu-Tang Forever                            | Sean Combs (Puff Daddy), 2006                    |
| 1999 25. Februar 1999 | Jay-Z                     | Vereinigte Staaten | Vol. 2… Hard Knock Life           | - A Tribe Called Quest – The Love Movement - Big Pun – Capital Punishment - Jermaine Dupri – Life in 1472 - Mase – Harlem World                                                         | Jay-Z, 2008                                      |
| 2000 23. Februar 2000 | Eminem                    | Vereinigte Staaten | The Slim Shady LP                 | - Busta Rhymes – E.L.E. (Extinction Level Event): The Final World Front - Missy Elliott – Da Real World - Nas – I Am… - The Roots – Things Fall Apart                                   | Eminem, 2005                                     |
| 2001 23. Februar 2001 | Eminem                    | Vereinigte Staaten | The Marshall Mathers LP           | - DMX – … And Then There Was X - Dr. Dre – 2001 - Jay-Z – Vol. 3… Life and Times of S. Carter - Nelly – Country Grammar                                                                 | Eminem, 2009                                     |
| 2002 27. Februar 2002 | OutKast                   | Vereinigte Staaten | Stankonia                         | - Eve – Scorpion - Ja Rule – Pain Is Love - Jay-Z – The Blueprint - Ludacris – Back for the First Time                                                                                  | OutKast, 2001                                    |
| 2003 27. Februar 2003 | Eminem                    | Vereinigte Staaten | The Eminem Show                   | - Ludacris – Word of Mouf - Mystikal – Tarantula - Nelly – Nellyville - Petey Pablo – Diary of a Sinner: 1st Entry                                                                      | Eminem, 2009                                     |
| 2004 8. Februar 2004  | OutKast                   | Vereinigte Staaten | Speakerboxxx/The Love Below       | - 50 Cent – Get Rich or Die Tryin’ - Missy Elliott – Under Construction - Jay-Z – The Blueprint²: The Gift & The Curse - The Roots – Phrenology                                         | Big Boi von OutKast, 2006                        |
| 2005 13. Februar 2005 | Kanye West                | Vereinigte Staaten | The College Dropout               | - Beastie Boys – To the 5 Boroughs - Jay-Z – The Black Album - LL Cool J – The DEFinition - Nelly – Suit                                                                                | Kanye West, 2009                                 |
| 2006 8. Februar 2006  | Kanye West                | Vereinigte Staaten | Late Registration                 | - 50 Cent – The Massacre - Common – Be - Missy Elliott – The Cookbook - Eminem – Encore                                                                                                 | Kanye West, 2008                                 |
| 2007 11. Februar 2007 | Ludacris                  | Vereinigte Staaten | Release Therapy                   | - Lupe Fiasco – Lupe Fiasco’s Food & Liquor - Pharrell – In My Mind - The Roots – Game Theory - T.I. – King                                                                             | Ludacris                                         |
| 2008 10. Februar 2008 | Kanye West                | Vereinigte Staaten | Graduation                        | - Common – Finding Forever - Jay-Z – Kingdom Come - Nas – Hip-Hop Is Dead - T.I. – T.I. vs. T.I.P.                                                                                      | Kanye West                                       |
| 2009 8. Februar 2009  | Lil Wayne                 | Vereinigte Staaten | Tha Carter III                    | - Jay-Z – American Gangster - Lupe Fiasco – Lupe Fiasco’s the Cool - Nas – Untitled - T.I. – Paper Trail                                                                                | Lil Wayne, 2007                                  |
| 2010 31. Januar 2010  | Eminem                    | Vereinigte Staaten | Relapse                           | - Common – Universal Mind Control - Flo Rida – R.O.O.T.S. - Mos Def – The Ecstatic - Q-Tip – The Renaissance                                                                            | Eminem, 2009                                     |
| 2011 13. Februar 2011 | Eminem                    | Vereinigte Staaten | Recovery                          | - B.o.B – B.o.B Presents: The Adventures of Bobby Ray - Drake – Thank Me Later - Jay-Z – The Blueprint 3 - The Roots – How I Got Over                                                   | Eminem, 2009                                     |
| 2012 12. Februar 2012 | Kanye West                | Vereinigte Staaten | My Beautiful Dark Twisted Fantasy | - Jay-Z & Kanye West – Watch the Throne - Lil Wayne – Tha Carter IV - Lupe Fiasco – Lasers - Nicki Minaj – Pink Friday                                                                  | Kanye West, 2007                                 |
| 2013 10. Februar 2013 | Drake                     | Kanada             | Take Care                         | - Lupe Fiasco – Food & Liquor II: The Great American Rap Album, Pt. 1 - Nas – Life Is Good - The Roots – Undun - Rick Ross – God Forgives, I Don’t - 2 Chainz – Based on a T.R.U. Story | Drake, 2010                                      |
| 2014 26. Januar       | Macklemore & Ryan Lewis   | Vereinigte Staaten | The Heist                         | - Drake – Nothing Was the Same - Jay-Z – Magna Carta Holy Grail - Kendrick Lamar – Good Kid, M.a.a.d. City - Kanye West – Yeezus                                                        | Macklemore & Ryan Lewis, 2011                    |
| 2015 8. Februar 2015  | Eminem                    | Vereinigte Staaten | The Marshall Mathers LP 2         | - Iggy Azalea – The New Classic - Childish Gambino – Because the Internet - Common – Nobody’s Smiling - Schoolboy Q – Oxymoron - Wiz Khalifa – Blacc Hollywood                          | Eminem, 2009                                     |
| 2016 15. Februar 2016 | Kendrick Lamar            | Vereinigte Staaten | To Pimp a Butterfly               | - J. Cole – 2014 Forest Hills Drive - Dr. Dre – Compton - Drake – If You’re Reading This It’s Too Late - Nicki Minaj – The Pinkprint                                                    | Kendrick Lamar, 2013                             |
| 2017 12. Februar 2017 | Chance the Rapper         | Vereinigte Staaten | Coloring Book                     | - De La Soul – And the Anonymous Nobody - DJ Khaled – Major Key - Drake – Views - Schoolboy Q – Blank Face LP - Kanye West – The Life of Pablo                                          | Chance the Rapper, 2013                          |
| 2018 28. Januar 2018  | Kendrick Lamar            | Vereinigte Staaten | DAMN.                             | - Jay-Z – 4:44 - Migos – Culture - Rapsody – Laila’s Wisdom - Tyler, The Creator – Flower Boy                                                                                           | Kendrick Lamar, 2016                             |
| 2019 10. Februar 2019 | Cardi B                   | Vereinigte Staaten | Invasion of Privacy               | - Mac Miller – Swimming - Nipsey Hussle – Victory Lap - Pusha T – Daytona - Travis Scott – Astroworld                                                                                   | Cardi B, 2016                                    |
| 2020 26. Januar 2020  | Tyler, the Creator        | Vereinigte Staaten | Igor                              | - Dreamville – Revenge of the Dreamers III - Meek Mill – Championships - 21 Savage – I Am > I Was - YBN Cordae – The Lost Boy                                                           | Tyler, the Creator (2012)                        |
| 2021 14. März 2021    | Nas                       | Vereinigte Staaten | King’s Disease                    | - D Smoke – Black Habits - Freddie Gibbs & The Alchemist – Alfredo - Jay Electronica – A Written Testimony - Royce da 5′9″ – The Allegory                                               | Nas (2012)                                       |
| 2022 3. April 2022    | Tyler, the Creator        | Vereinigte Staaten | Call Me If You Get Lost           | - J. Cole – The Off-Season - Nas – King’s Disease II - Kanye West – Donda - Drake – Certified Lover Boy a)                                                                              | Tyler, the Creator (2020)                        |
| 2023 5. Februar 2023  | Kendrick Lamar            | Vereinigte Staaten | Mr. Morale & the Big Steppers     | - DJ Khaled – God Did - Future – I Never Liked You - Jack Harlow – Come Home, the Kids Miss You - Pusha T – It’s Almost Dry                                                             | Kendrick Lamar, 2016                             |
| 2024 4. Februar 2024  | Killer Mike               | Vereinigte Staaten | Michael                           | - Drake & 21 Savage – Her Loss - Metro Boomin – Heroes & Villains - Nas – King’s Disease III - Travis Scott – Utopia                                                                    | Killer Mike 2017                                 |
| 2025 2. Februar 2025  | Doechii                   | Vereinigte Staaten | Alligator Bites Never Heal        | - J. Cole – Might Delete Later - Common & Pete Rock – The Auditorium, Vol. 1 - Eminem – The Death of Slim Shady (Coup de Grâce) - Future & Metro Boomin – We Don’t Trust You            | Doechii 2022                                     |